# Großsteingräber bei Stubben
Die Großsteingräber bei Stubben (auch Großsteingräber bei Elfershude) waren vier megalithische Grabanlagen der jungsteinzeitlichen Trichterbecherkultur bei Stubben, einem Ortsteil von Beverstedt im Landkreis Cuxhaven (Niedersachsen). Es liegt eine Beschreibung der Gräber aus dem Jahr 1861 vor; irgendwann in den folgenden Jahren wurden sie zerstört.

## Lage
Die Gräber 1–3 befanden sich östlich des zu Stubben gehörigen Wohnplatzes Elfershude auf einem nach Westen hin abfallendem Hang. Grab 2 lag 46 Schritt (ca. 38 m) südlich von Grab 1, Grab 3 lag 31 Schritt (ca. 23 m) südlich von Grab 3. Grab 4 lag südlich von Elfershude am Moor.
In der näheren Umgebung gab es ursprünglich zahlreiche weitere Großsteingräber, von denen aber heute keines mehr existiert. Südlich lagen die Großsteingräber bei Bokel, westlich die Großsteingräber bei Heise, nordwestlich die Großsteingräber bei Freschluneberg und nordöstlich die Großsteingräber bei Beverstedt.

## Beschreibung

### Grab 1
Grab 1 hatte eine Länge von 9,5 m und eine innere Breite von 1,5 m. Es besaß ursprünglich 14 Wandsteine, von denen 1861 bereits vier fehlten, ebenso waren bereits alle Decksteine entfernt worden. Der östliche Abschlussstein hatte eine Länge von 1,75 m. Der genaue Grabtyp lässt sich anhand dieser Angaben nicht sicher bestimmen, aufgrund der Größe muss es sich aber um einen Großdolmen oder ein Ganggrab gehandelt haben.

### Grab 2
Grab 2 hatte eine Länge von ca. 6 m und eine Breite von 1,5 m. Es verfügte 1861 noch über acht Wandsteine sowie einen Deckstein mit 2 m Länge und 1,16 m Breite. Auch bei dieser Anlage muss es sich um einen Großdolmen oder ein Ganggrab gehandelt haben.

### Grab 3
Grab 3 besaß ursprünglich eine Umfassung, von der 1861 aber nur noch vier Steine erhalten waren. Die Grabkammer hatte eine Länge von 5,5 m und eine Breite von 1,3 m. Sie bestand noch aus zehn Wand- und drei Decksteinen. Auch hier handelte es sich entweder um einen Großdolmen oder ein Ganggrab.

### Grab 4
Grab 4 besaß eine Umfassung, von der 1861 noch elf Steine erhalten waren. Die Grabkammer hatte eine Länge von 9 m und eine Breite von 1,5 m. Sie besaß fünf Decksteine, die Zahl der Wandsteine ist nicht überliefert. Auch hier handelte es sich entweder um einen Großdolmen oder ein Ganggrab.